# آندره ویس
آندره ویس (انگلیسی: André Weis؛ زادهٔ ۳۰ سپتامبر ۱۹۸۹) بازیکن فوتبال اهل آلمان است که به عنوان دروازه‌بان بازی می‌کند.
از باشگاه‌هایی که در آن بازی کرده‌است می‌توان به باشگاه فوتبال اشتوتگارت، باشگاه فوتبال اینگولشتات ۰۴، باشگاه فوتبال کایزرسلاوترن، و باشگاه فوتبال اف‌اس‌وی فرانکفورت اشاره کرد.